# Хунав
Хуна́в (рос. Хунав, чув. Хунав) — присілок у складі Канаського району Чувашії, Росія. Входить до складу Хучельського сільського поселення.
Населення — 118 осіб (2010; 78 у 2002).
Національний склад:
- чуваші — 88 %